# Velika nagrada Italije
Velika nagrada Italije (italijansko Gran Premio d'Italia) je ena najstarejših dirk v zgodovini motošporta. Prva Velika nagrada Italije je potekala 4. septembra 1921 v Brescii. Toda Velika nagrada je tesneje povezana z dirkališčem v Monzi, ki je bilo zgrajeno 1922 in že gostilo dirko tisto leto. Od takrat je gostilo veliko večino dirka za Veliko nagrado Italije.
Na dirka leta 1923 je nastopil Harry A. Miller v enem redkih nastopov na Evropskih dirkah z dirkalnikom American Miller 122, ki ga je vozil Louis Zborowski. Velika nagrada Italije je štela za Evropsko avtomobilistično prvenstvo v letih 1935 do 1938.
Velika nagrada Italije je bila ena od dirk v premierni sezoni Formule 1, 1950, in je bila na koledarju dirk prav vsako leto od takrat. S tem se lahko pohvali samo še Velika nagrada Velike Britanije.
Po zmagi na Veliki nagrado Italije 2006 je Michael Schumacher, najuspešnejši dirkač na tej dirki s petimi zmagami, napovedal upokojitev po koncu sezoni 2006. Leta 2018 se je Lewis Hamilton izenačil z njim po številu zmag.

## Zmagovalci

### Večkratni zmagovalci
| Št. zmag | Dirkač             | Zmage                        |
| -------- | ------------------ | ---------------------------- |
| 5        | Michael Schumacher | 1996, 1998, 2000, 2003, 2006 |
| 5        | Lewis Hamilton     | 2012, 2014, 2015, 2017, 2018 |
| 4        | Nelson Piquet      | 1980, 1983, 1986, 1987       |
| 3        | Tazio Nuvolari     | 1931, 1932, 1938             |
| 3        | Alberto Ascari     | 1949, 1951, 1952             |
| 3        | Juan Manuel Fangio | 1953, 1954, 1955             |
| 3        | Stirling Moss      | 1956, 1957, 1959             |
| 3        | Ronnie Peterson    | 1973, 1974, 1976             |
| 3        | Alain Prost        | 1981, 1985, 1989             |
| 3        | Rubens Barrichello | 2002, 2004, 2009             |
| 3        | Sebastian Vettel   | 2008, 2011, 2013             |
| 2        | Luigi Fagioli      | 1933, 1934                   |
| 2        | Phil Hill          | 1960, 1961                   |
| 2        | John Surtees       | 1964, 1967                   |
| 2        | Jackie Stewart     | 1965, 1969                   |
| 2        | Clay Regazzoni     | 1970, 1975                   |
| 2        | Niki Lauda         | 1978, 1984                   |
| 2        | Ayrton Senna       | 1990, 1992                   |
| 2        | Damon Hill         | 1993, 1994                   |
| 2        | Juan Pablo Montoya | 2001, 2005                   |
| 2        | Fernando Alonso    | 2007, 2010                   |
| 2        | Max Verstappen     | 2022, 2023                   |
| 2        | Charles Leclerc    | 2019, 2024                   |

### Po letih
Roza ozadje označuje dirke, ki niso štele za prvenstvo Formule 1, rumeno pa so bile del Evropskega avtomobilističnega prvenstva
| Leto | Dirkač                          | Moštvo                | Dirkališče      | Poročilo |
| ---- | ------------------------------- | --------------------- | --------------- | -------- |
| 2024 | Charles Leclerc                 | Ferrari               | Monza           | Poročilo |
| 2023 | Max Verstappen                  | Red Bull-Honda RBPT   | Monza           | Poročilo |
| 2022 | Max Verstappen                  | Red Bull Racing-RBPT  | Monza           | Poročilo |
| 2021 | Daniel Ricciardo                | McLaren-Mercedes      | Monza           | Poročilo |
| 2020 | Pierre Gasly                    | AlphaTauri-Honda      | Monza           | Poročilo |
| 2019 | Charles Leclerc                 | Ferrari               | Monza           | Poročilo |
| 2018 | Lewis Hamilton                  | Mercedes              | Monza           | Poročilo |
| 2017 | Lewis Hamilton                  | Mercedes              | Monza           | Poročilo |
| 2016 | Nico Rosberg                    | Mercedes              | Monza           | Poročilo |
| 2015 | Lewis Hamilton                  | Mercedes              | Monza           | Poročilo |
| 2014 | Lewis Hamilton                  | Mercedes              | Monza           | Poročilo |
| 2013 | Sebastian Vettel                | Red Bull-Renault      | Monza           | Poročilo |
| 2012 | Lewis Hamilton                  | McLaren Mercedes      | Monza           | Poročilo |
| 2011 | Sebastian Vettel                | Red Bull-Renault      | Monza           | Poročilo |
| 2010 | Fernando Alonso                 | Ferrari               | Monza           | Poročilo |
| 2009 | Rubens Barrichello              | Brawn-Mercedes        | Monza           | Poročilo |
| 2008 | Sebastian Vettel                | Toro Rosso-Ferrari    | Monza           | Poročilo |
| 2007 | Fernando Alonso                 | McLaren-Mercedes      | Monza           | Poročilo |
| 2006 | Michael Schumacher              | Ferrari               | Monza           | Poročilo |
| 2005 | Juan Pablo Montoya              | McLaren-Mercedes      | Monza           | Poročilo |
| 2004 | Rubens Barrichello              | Ferrari               | Monza           | Poročilo |
| 2003 | Michael Schumacher              | Ferrari               | Monza           | Poročilo |
| 2002 | Rubens Barrichello              | Ferrari               | Monza           | Poročilo |
| 2001 | Juan Pablo Montoya              | Williams-BMW          | Monza           | Poročilo |
| 2000 | Michael Schumacher              | Ferrari               | Monza           | Poročilo |
| 1999 | Heinz-Harald Frentzen           | Jordan-Honda          | Monza           | Poročilo |
| 1998 | Michael Schumacher              | Ferrari               | Monza           | Poročilo |
| 1997 | David Coulthard                 | McLaren-Mercedes      | Monza           | Poročilo |
| 1996 | Michael Schumacher              | Ferrari               | Monza           | Poročilo |
| 1995 | Johnny Herbert                  | Benetton-Renault      | Monza           | Poročilo |
| 1994 | Damon Hill                      | Williams-Renault      | Monza           | Poročilo |
| 1993 | Damon Hill                      | Williams-Renault      | Monza           | Poročilo |
| 1992 | Ayrton Senna                    | McLaren-Honda         | Monza           | Poročilo |
| 1991 | Nigel Mansell                   | Williams-Renault      | Monza           | Poročilo |
| 1990 | Ayrton Senna                    | McLaren-Honda         | Monza           | Poročilo |
| 1989 | Alain Prost                     | McLaren-Honda         | Monza           | Poročilo |
| 1988 | Gerhard Berger                  | Ferrari               | Monza           | Poročilo |
| 1987 | Nelson Piquet                   | Williams-Honda        | Monza           | Poročilo |
| 1986 | Nelson Piquet                   | Williams-Honda        | Monza           | Poročilo |
| 1985 | Alain Prost                     | McLaren-TAG           | Monza           | Poročilo |
| 1984 | Niki Lauda                      | McLaren-TAG           | Monza           | Poročilo |
| 1983 | Nelson Piquet                   | Brabham-BMW           | Monza           | Poročilo |
| 1982 | René Arnoux                     | Renault               | Monza           | Poročilo |
| 1981 | Alain Prost                     | Renault               | Monza           | Poročilo |
| 1980 | Nelson Piquet                   | Brabham-Cosworth      | Imola           | Poročilo |
| 1979 | Jody Scheckter                  | Ferrari               | Monza           | Poročilo |
| 1978 | Niki Lauda                      | Brabham-Alfa Romeo    | Monza           | Poročilo |
| 1977 | Mario Andretti                  | Lotus-Cosworth        | Monza           | Poročilo |
| 1976 | Ronnie Peterson                 | March-Cosworth        | Monza           | Poročilo |
| 1975 | Clay Regazzoni                  | Ferrari               | Monza           | Poročilo |
| 1974 | Ronnie Peterson                 | Lotus-Cosworth        | Monza           | Poročilo |
| 1973 | Ronnie Peterson                 | Lotus-Cosworth        | Monza           | Poročilo |
| 1972 | Emerson Fittipaldi              | Lotus-Cosworth        | Monza           | Poročilo |
| 1971 | Peter Gethin                    | British Racing Motors | Monza           | Poročilo |
| 1970 | Clay Regazzoni                  | Ferrari               | Monza           | Poročilo |
| 1969 | Jackie Stewart                  | Matra-Cosworth        | Monza           | Poročilo |
| 1968 | Denny Hulme                     | McLaren-Cosworth      | Monza           | Poročilo |
| 1967 | John Surtees                    | Honda                 | Monza           | Poročilo |
| 1966 | Ludovico Scarfiotti             | Ferrari               | Monza           | Poročilo |
| 1965 | Jackie Stewart                  | British Racing Motors | Monza           | Poročilo |
| 1964 | John Surtees                    | Ferrari               | Monza           | Poročilo |
| 1963 | Jim Clark                       | Lotus                 | Monza           | Poročilo |
| 1962 | Graham Hill                     | British Racing Motors | Monza           | Poročilo |
| 1961 | Phil Hill                       | Ferrari               | Monza           | Poročilo |
| 1960 | Phil Hill                       | Ferrari               | Monza           | Poročilo |
| 1959 | Stirling Moss                   | Cooper                | Monza           | Poročilo |
| 1958 | Tony Brooks                     | Vanwall               | Monza           | Poročilo |
| 1957 | Stirling Moss                   | Vanwall               | Monza           | Poročilo |
| 1956 | Stirling Moss                   | Maserati              | Monza           | Poročilo |
| 1955 | Juan Manuel Fangio              | Mercedes-Benz         | Monza           | Poročilo |
| 1954 | Juan Manuel Fangio              | Mercedes-Benz         | Monza           | Poročilo |
| 1953 | Juan Manuel Fangio              | Maserati              | Monza           | Poročilo |
| 1952 | Alberto Ascari                  | Ferrari               | Monza           | Poročilo |
| 1951 | Alberto Ascari                  | Ferrari               | Monza           | Poročilo |
| 1950 | Giuseppe Farina                 | Alfa Romeo            | Monza           | Poročilo |
| 1949 | Alberto Ascari                  | Ferrari               | Monza           | Poročilo |
| 1948 | Jean-Pierre Wimille             | Alfa Romeo            | Parco Valentino | Poročilo |
| 1947 | Carlo Felice Trossi             | Alfa Romeo            | Parco Sempione  | Poročilo |
| 1938 | Tazio Nuvolari                  | Auto Union            | Monza           | Poročilo |
| 1937 | Rudolf Caracciola               | Mercedes-Benz         | Livorno         | Poročilo |
| 1936 | Bernd Rosemeyer                 | Auto Union            | Monza           | Poročilo |
| 1935 | Hans Stuck                      | Auto Union            | Monza           | Poročilo |
| 1934 | Luigi Fagioli Rudolf Caracciola | Mercedes-Benz         | Monza           | Poročilo |
| 1933 | Luigi Fagioli                   | Alfa Romeo            | Monza           | Poročilo |
| 1932 | Tazio Nuvolari                  | Alfa Romeo            | Monza           | Poročilo |
| 1931 | Giuseppe Campari Tazio Nuvolari | Alfa Romeo            | Monza           | Poročilo |
| 1928 | Louis Chiron                    | Bugatti               | Monza           | Poročilo |
| 1927 | Robert Benoist                  | Delage                | Monza           | Poročilo |
| 1926 | Louis Charavel                  | Bugatti               | Monza           | Poročilo |
| 1925 | Gastone Brilli-Peri             | Alfa Romeo            | Monza           | Poročilo |
| 1924 | Antonio Ascari                  | Alfa Romeo            | Monza           | Poročilo |
| 1923 | Carlo Salamano                  | Fiat                  | Monza           | Poročilo |
| 1922 | Pietro Bordino                  | Fiat                  | Monza           | Poročilo |
| 1921 | Jules Goux                      | Ballot                | Brescia         | Poročilo |